# FA Cup 2005-2006
La FA Cup 2005-06 fu la centoventicinquesima edizione della competizione più antica del mondo. È iniziata il 20 agosto 2005 e si è conclusa il 13 maggio 2006 con la finale unica vinta dal Liverpool contro il West Ham United.

## Calendario
| Turno                           | Data              | Incontri | Squadre   |
| ------------------------------- | ----------------- | -------- | --------- |
| Turno extra preliminare         | 20 agosto 2005    | 86       | 674 → 588 |
| Turno preliminare               | 27 agosto 2005    | 182      | 588 → 406 |
| Primo turno di qualificazione   | 10 settembre 2005 | 124      | 406 → 282 |
| Secondo turno di qualificazione | 24 settembre 2005 | 84       | 282 → 198 |
| Terzo turno di qualificazione   | 8 ottobre 2005    | 42       | 198 → 156 |
| Quarto turno di qualificazione  | 22 ottobre 2005   | 32       | 156 → 124 |
| Primo turno                     | 5 novembre 2005   | 40       | 124 → 84  |
| Secondo turno                   | 3 dicembre 2005   | 20       | 84 → 64   |
| Terzo turno                     | 7 gennaio 2006    | 32       | 64 → 32   |
| Quarto turno                    | 28 gennaio 2006   | 16       | 32 → 16   |
| Quinto turno                    | 18 febbraio 2006  | 8        | 16 → 8    |
| Sesto turno                     | 22 marzo 2006     | 4        | 8 → 4     |
| Semifinali                      | 22 aprile 2006    | 2        | 4 → 2     |
| Finale                          | 13 maggio 2006    | 1        | 2 → 1     |

## Primo turno
| Incontro | Squadra in casa    | Risultato     | Squadra fuori casa | Spettatori |
| -------- | ------------------ | ------------- | ------------------ | ---------- |
| 1        | Nottingham Forest  | 1–1           | Weymouth           | 10.305     |
| Replay   | Weymouth           | 0–2           | Nottingham Forest  | 6.500      |
| 2        | Southport          | 1–1           | Woking             | 1.417      |
| Replay   | Woking             | 0–0 (1 dts)   | Southport          | 2.298      |
| 3        | Bristol City       | 0–2           | Notts County       | 4.221      |
| 4        | Burnham            | 1–3           | Aldershot Town     | 1.623      |
| 5        | Rochdale           | 0–1           | Brentford          | 2.928      |
| 6        | Eastbourne Borough | 1–1           | Oxford Utd         | 3.770      |
| Replay   | Oxford Utd         | 3–0           | Eastbourne Borough | 4.396      |
| 7        | Merthyr Tydfil     | 1–2           | Walsall            | 3.046      |
| 8        | Hartlepool Utd     | 2–1           | Dag & Red          | 3.655      |
| 9        | Bradford City      | 2–1           | Tranmere           | 6.116      |
| 10       | Barnet             | 0–1           | Southend Utd       | 3.545      |
| 11       | Peterborough Utd   | 0–0           | Burton Albion      | 3.857      |
| Replay   | Burton Albion      | 1–0           | Peterborough Utd   | 2.511      |
| 12       | Cheltenham Town    | 1–0           | Carlisle Utd       | 2.405      |
| 13       | Histon             | 4–0           | Hednesford Town    | 1.080      |
| 14       | York City          | 0–3           | Grays Athletic     | 3.586      |
| 15       | Swindon Town       | 2–2           | Boston Utd         | 3.814      |
| Replay   | Boston Utd         | 4–1           | Swindon Town       | 2.467      |
| 16       | Chasetown          | 1–1           | Oldham Athletic    | 1.997      |
| Replay   | Oldham Athletic    | 4-0           | Chasetown          | 7.235      |
| 17       | Bournemouth        | 1–2           | Tamworth           | 4.559      |
| 18       | Chester City       | 2–1           | Folkestone Invicta | 2.503      |
| 19       | Kettering Town     | 1–3           | Stevenage Borough  | 4.548      |
| 20       | Nuneaton Town      | 2–0           | Ramsgate           | 2.153      |
| 21       | Huddersfield Town  | 4–1           | Welling Utd        | 5.578      |
| 22       | Cambridge City     | 0–1           | Hereford Utd       | 1.116      |
| 23       | Port Vale          | 2–1           | Wrexham            | 5.046      |
| 24       | Halifax Town       | 1–1           | Rushden & Diamonds | 2.303      |
| Replay   | Rushden & Diamonds | 0–0 (5-4 dtr) | Halifax Town       | 2.133      |
| 25       | Barnsley           | 1–0           | Darlington         | 6.059      |
| 26       | Torquay Utd        | 1–1           | Harrogate Town     | 2.079      |
| Replay   | Harrogate Town     | 0–0 (5-6 dtr) | Torquay Utd        | 3.317      |
| 27       | Doncaster          | 4–1           | Blackpool          | 4.332      |
| 28       | Shrewsbury Town    | 4–1           | Braintree Town     | 2.969      |
| 29       | Bury               | 2–2           | Scunthorpe Utd     | 2.940      |
| Replay   | Scunthorpe Utd     | 0–0 (1 dts)   | Bury               | 4.006      |
| 30       | Morecambe          | 1–3           | Northwich Victoria | 2.166      |
| 31       | Burscough          | 3–2           | Gillingham         | 1.927      |
| 32       | Stockport County   | 2–0           | Swansea City       | 2.978      |
| 33       | Macclesfield Town  | 1–1           | Yeovil Town        | 1.943      |
| Replay   | Yeovil Town        | 4–0           | Macclesfield Town  | 4.456      |
| 34       | Chippenham Town    | 1–1           | Worcester City     |            |
| Replay   | Worcester City     | 1–0           | Chippenham Town    | 4.006      |
| 35       | Wycombe            | 1–3           | Northampton Town   | 3.974      |
| 36       | Grimsby Town       | 1–2           | Bristol Rovers     | 2.680      |
| 37       | Rotherham Utd      | 3–4           | Mansfield Town     | 4.089      |
| 38       | Colchester Utd     | 9–1           | Leamington         | 3.513      |
| 39       | Lincoln City       | 1–1           | MK Dons            | 3.508      |
| Replay   | MK Dons            | 2–1           | Lincoln City       | 4.029      |
| 40       | Leyton Orient      | 2–1           | Chesterfield       | 3.554      |
| Replay   | Chesterfield       | 1–2           | Leyton Orient      | 4.895      |

## Secondo turno
| Incontro | Squadra in casa    | Risultato | Squadra fuori casa | Spettatori |
| -------- | ------------------ | --------- | ------------------ | ---------- |
| 1        | Walsall            | 2 – 0     | Yeovil Town        | 4.580      |
| 2        | Woking             | 0 – 0     | Northwich Victoria | 2.462      |
| Replay   | Northwich Victoria | 2 – 1     | Woking             | 2.302      |
| 3        | Burton Albion      | 4 – 1     | Burscough          | 4.499      |
| 4        | Aldershot Town     | 0 – 1     | Scunthorpe Utd     | 3.584      |
| 5        | Shrewsbury Town    | 1 – 2     | Colchester Utd     | 3.695      |
| 6        | Hartlepool Utd     | 1 – 2     | Tamworth           | 3.786      |
| 7        | Cheltenham Town    | 1 – 1     | Oxford Utd         | 4.592      |
| Replay   | Oxford Utd         | 1 – 2     | Cheltenham Town    | 3.455      |
| 8        | Mansfield Town     | 3 – 0     | Grays Athletic     | 2.992      |
| 9        | Hereford Utd       | 0 – 2     | Stockport County   | 3.620      |
| 10       | Stevenage Borough  | 2 – 2     | Northampton Town   | 3.937      |
| Replay   | Northampton Town   | 2 – 0     | Stevenage Borough  | 4.407      |
| 11       | Port Vale          | 1 – 1     | Bristol Rovers     | 4.483      |
| Replay   | Bristol Rovers     | 0 – 1     | Port Vale          | 5.623      |
| 12       | Boston Utd         | 1 – 2     | Doncaster          | 3.995      |
| 13       | Rushden & Diamonds | 0 – 1     | Leyton Orient      | 3.245      |
| 14       | Nuneaton Town      | 2 – 2     | Histon             | 3.366      |
| Replay   | Histon             | 1 – 2     | Nuneaton Town      | 3.077      |
| 15       | Oldham Athletic    | 1 – 1     | Brentford          | 4.365      |
| Replay   | Brentford          | 1 – 0     | Oldham Athletic    | 3.146      |
| 16       | Southend Utd       | 1 – 2     | MK Dons            | 5.267      |
| 17       | Worcester City     | 0 – 1     | Huddersfield Town  | 4.163      |
| 18       | Torquay Utd        | 2 – 1     | Notts County       | 2.407      |
| 19       | Barnsley           | 1 – 1     | Bradford City      | 7.051      |
| Replay   | Bradford City      | 3 – 5     | Barnsley           | 4.738      |
| 20       | Chester City       | 3 – 0     | Nottingham Forest  | 4.732      |

## Terzo turno
| Incontro | Squadra in casa  | Risultato     | Squadra fuori casa | Spettatori |
| -------- | ---------------- | ------------- | ------------------ | ---------- |
| 1        | West Bromwich    | 1–1           | Reading            | 19.197     |
| Replay   | Reading          | 2–2 (3-2 dtr) | West Bromwich      | 16.737     |
| 2        | Fulham           | 1–2           | Leyton Orient      | 13.394     |
| 3        | Brighton         | 0–1           | Coventry City      | 6.734      |
| 4        | Wolverhampton    | 1–0           | Plymouth           | 11.041     |
| 5        | Port Vale        | 2–1           | Doncaster          | 4.923      |
| 6        | Sheffield Weds   | 2–4           | Charlton           | 14.851     |
| 7        | Torquay Utd      | 0–0           | Birmingham City    | 5.974      |
| Replay   | Birmingham City  | 2–0           | Torquay Utd        | 24.650     |
| 8        | Manchester City  | 3–1           | Scunthorpe Utd     | 27.779     |
| 9        | Newcastle Utd    | 1–0           | Mansfield Town     | 41.459     |
| 10       | Luton Town       | 3–5           | Liverpool          | 10.170     |
| 11       | Preston N.E.     | 2–1           | Crewe Alexandra    | 8.380      |
| 12       | Stoke City       | 0–0           | Tamworth           | 9.366      |
| Replay   | Tamworth         | 1–1 (4-5 dtr) | Stoke City         | 3.812      |
| 13       | Derby County     | 2–1           | Burnley            | 12.713     |
| 14       | Southampton      | 4–3           | MK Dons            | 15.908     |
| 15       | Blackburn        | 3–0           | QPR                | 12.705     |
| 16       | Arsenal          | 2–1           | Cardiff City       | 36.552     |
| 17       | Stockport County | 2–3           | Brentford          | 4.078      |
| 18       | Norwich City     | 1–2           | West Ham Utd       | 23.968     |
| 19       | Ipswich Town     | 0–1           | Portsmouth         | 15.593     |
| 20       | Wigan            | 1–1           | Leeds Utd          | 10.980     |
| Replay   | Leeds Utd        | 3–3 (2-4 dtr) | Wigan              | 15.243     |
| 21       | Sunderland       | 3-0           | Northwich Victoria | 19.329     |
| 22       | Chelsea          | 2–1           | Huddersfield Town  | 41.650     |
| 23       | Cheltenham Town  | 2–2           | Chester City       | 4.741      |
| Replay   | Chester City     | 0–1           | Cheltenham Town    | 5.096      |
| 24       | Leicester City   | 3–2           | Tottenham          | 19.844     |
| 25       | Watford          | 0–3           | Bolton             | 13.239     |
| 26       | Sheffield Utd    | 1–2           | Colchester Utd     | 11.820     |
| 27       | Nuneaton Town    | 1–1           | Middlesbrough      | 6.000      |
| Replay   | Middlesbrough    | 5–2           | Nuneaton Town      | 26.255     |
| 28       | Hull City        | 0–1           | Aston Villa        | 17.051     |
| 29       | Barnsley         | 1–1           | Walsall            | 6.884      |
| Replay   | Walsall          | 2–0           | Barnsley           | 4.074      |
| 30       | Burton Albion    | 0–0           | Manchester Utd     | 6.191      |
| Replay   | Manchester Utd   | 5–0           | Burton Albion      | 53.564     |
| 31       | Crystal Palace   | 4–1           | Northampton Town   | 10.391     |
| 32       | Millwall         | 1–1           | Everton            | 16.440     |
| Replay   | Everton          | 1–0           | Millwall           | 25.800     |

## Quarto turno
| Incontro | Squadra in casa | Risultato | Squadra fuori casa | Spettatori |
| -------- | --------------- | --------- | ------------------ | ---------- |
| 1        | Stoke City      | 2–1       | Walsall            | 8.834      |
| 2        | Cheltenham Town | 0–2       | Newcastle Utd      | 7.022      |
| 3        | Coventry City   | 1–1       | Middlesbrough      | 28.120     |
| Replay   | Middlesbrough   | 1–0       | Coventry City      | 14.131     |
| 4        | Reading         | 1–1       | Birmingham City    | 23.762     |
| Replay   | Birmingham City | 2–1       | Reading            | 16.644     |
| 5        | Portsmouth      | 1–2       | Liverpool          | 17.247     |
| 6        | Leicester City  | 0–1       | Southampton        | 20.427     |
| 7        | Bolton          | 1–0       | Arsenal            | 13.326     |
| 8        | Aston Villa     | 3–1       | Port Vale          | 30.434     |
| 9        | Brentford       | 2–1       | Sunderland         | 11.698     |
| 10       | Manchester City | 1–0       | Wigan              | 30.811     |
| 11       | Everton         | 1–1       | Chelsea            | 29.742     |
| Replay   | Chelsea         | 4–1       | Everton            | 39.301     |
| 12       | Preston N.E.    | 1–1       | Crystal Palace     | 9.489      |
| Replay   | Crystal Palace  | 1–2       | Preston N.E.       | 7.356      |
| 13       | West Ham Utd    | 4–2       | Blackburn          | 23.700     |
| 14       | Colchester Utd  | 3–1       | Derby County       | 5.933      |
| 15       | Charlton        | 2–1       | Leyton Orient      | 22.029     |
| 16       | Wolverhampton   | 0–3       | Manchester Utd     | 28.333     |

## Quinto turno
| Incontro | Squadra in casa | Risultato | Squadra fuori casa | Spettatori |
| -------- | --------------- | --------- | ------------------ | ---------- |
| 1        | Preston N.E.    | 0–2       | Middlesbrough      | 19.877     |
| 2        | Newcastle Utd   | 1–0       | Southampton        | 40.975     |
| 3        | Aston Villa     | 1–1       | Manchester City    | 23.847     |
| Replay   | Manchester City | 2–1       | Aston Villa        | 33.006     |
| 4        | Chelsea         | 3–1       | Colchester Utd     | 41.810     |
| 5        | Charlton        | 3–1       | Brentford          | 22.098     |
| 6        | Liverpool       | 1–0       | Manchester Utd     | 44.039     |
| 7        | Bolton          | 0–0       | West Ham Utd       | 17.120     |
| Replay   | West Ham Utd    | 2–1       | Bolton             | 24.685     |
| 8        | Stoke City      | 0–1       | Birmingham City    | 18.768     |

## Sesto turno
| Londra 23 marzo 2006 | Charlton  | 0 – 0 referto | Middlesbrough | The Valley (24.187 spett.)\| Arbitro: \| Mike Dean \| |
| Arbitro:             | Mike Dean |               |               |                                                       |

| Arbitro: | Howard Webb |

|             |           |                 |
| Musampa 84’ | Marcatori | 40’, 68’ Ashton |

| Arbitro: | Steve Bennett |

|          |           |  |
| Terry 3’ | Marcatori |  |

| Arbitro: | Rob Styles |

|  |           |                          |
|  | Marcatori | 1’ Hyypiä 4’, 37’ Crouch |

### Replay
| Arbitro: | Phil Dowd |

|                |           |            |
| Rochemback 10’ | Marcatori | 12’ Hughes |

## Semifinali
| Arbitro: | Graham Poll |

|            |           |                           |
| Drogba 69’ | Marcatori | 20’ Riise 53’ Luis García |

| Arbitro: | Mike Riley |

|  |           |              |
|  | Marcatori | 77’ Harewood |

## Finale
| Arbitro: | Alan Wiley |

|                             |                      |                                               |
| Cissé 34’ Gerrard 54’ 90+1’ | Marcatori            | 21’ (aut.) Carragher 28’ Ashton 64’ Konchesky |
| Hamann Hyypiä Gerrard Riise | Tiri di rigore 3 – 1 | Zamora Sheringham Konchesky Ferdinand         |
| Rafael Benítez              | Allenatori           | Alan Pardew                                   |

| Liverpool | West Ham |